# Dragan Vujković
Dragan Vujković (4. travnja 1953.) je bivši boksač. Boksao je od srednje, a na kraju je boksao u teškoj kategoriji. Podrijetlom je bački Hrvat.
Boksom se počeo baviti u Subotici, u BK Spartak. Bio je dijelom vala novih boksačkih zvijezda iz tog kluba Rajko Đajić, Mile Balunović, Mirko Antelj, Tomislav Račmanj. Vujković je 1969. postao juniorski prvak Jugoslavije. Silom prilika nije prošao uobičajeni razvitak kao junior, nego je tu fazu morao preskočiti i odmah upasti u prvi sastav.
Poslije je boksao i za poznati boksački klub iz Banje Luke Slaviju i za beogradskog Partizana.
Njegovo boksačko znanje je privuklo pozornost jugoslavenskog izbornika, tako da je boksao i za Jugoslaviju. Pri tome treba navesti, da je u svojoj 15-godišnjoj boksačkoj karijeri, 13 godina bio reprezentativac, od 1970. do 1982., u ukupno 127 borbi.
Boksao je na više svjetskih (srebrno odličje u Havani 1974. i Beogradu 1978. i balkanskih prvenstava (peterostruki prvak) te na Mediteranskim igrama (dva zlatna odličja, 1971. u Izmiru, u srednjoj kategoriji i 1979. u Splitu, u teškoj) .
Na Olimpijskim igrama je sudjelovao 1976. (ispao u četvrtzavršnici od Kubanca Martíneza).
U ondašnjoj Jugoslaviji, osvojio je 6 naslova državnog prvaka, i to u srednjoj kategoriji: 1972., 1973., 1974., 1975., 1976. i 1977. godine.
Na svjetskom prvenstvu 1974. godine na Kubi boksao je u srednjoj kategoriji, poslije je boksao u poluteškoj, a na svjetskom prvenstvu u Beogradu 1978. odlukom je izbornika Tome Hladnog boksao u teškoj kategoriji.
Jedno vrijeme je bio predsjednikom (stanje u svibnju 2007. - do 26. srpnja 2009.) subotičkog nogometnog kluba Bačka.

## Nagrade i priznanja
U razdoblju od 1975. do 1980. je bio kapetanom jugoslavenske boksačke reprezentacije.

Za svoje športske dosege je dobio naslov zaslužnog športaša SFRJ.
U svibnju 2007. godine dobio je nagradu Ključevi Subotice, zajedno s ostalim subotičkim športskim velikanima: Marijom Angelović, Slavkom Bašićem, Zoranom Kalinićem, Karoljem Kasapom, Dušanom Maravićem, Josipom Gabrićem, Boškom Marinkom, Štefanijom Perhač Milošev, Veronom Nađ, Sretenom Damjanovićem, Eleonorom Vild Đoković, Maricom Rogić Drenovac, Anom Gojnić Ostrun, Miodragom Gvozdenovićem, Magdom Hegediš, Brankom Jaramazović, Momirom Petkovićem, Senadom Rizvanovićem, Erikom Tot Simić i Milevom Vasić Smiljanić.